# (5090) Wyeth
(5090) Wyeth es un asteroide perteneciente al cinturón de asteroides, descubierto el 9 de febrero de 1980 por el equipo del Observatorio del Harvard College desde la Estación George R. Agassiz en Harvard (Massachusetts), Estados Unidos.

## Designación y nombre
Designado provisionalmente como 1980 CG. Fue nombrado Wyeth en honor a Stuart Wyeth, que proporcionó los medios para la construcción, en el año 1919, del reflector Wyeth de 1,5 m, con el que fue descubierto este asteroide.

## Características orbitales
Wyeth está situado a una distancia media del Sol de 2,531 ua, pudiendo alejarse hasta 3,273 ua y acercarse hasta 1,790 ua. Su excentricidad es 0,292 y la inclinación orbital 9,598 grados. Emplea 1471,50 días en completar una órbita alrededor del Sol.

## Características físicas
La magnitud absoluta de Wyeth es 12,9. Tiene 7,282 km de diámetro y su albedo se estima en 0,304.